# Harrison County (Iowa)
Das Harrison County ist ein County im US-Bundesstaat Iowa. Bei der Volkszählung im Jahr 2020 hatte das County 14.582 Einwohner und eine Bevölkerungsdichte von 8,1 Einwohnern pro Quadratkilometer. Der Verwaltungssitz (County Seat) ist Logan, benannt nach General John A. Logan.
Das Harrison County ist Bestandteil der Metropolregion Omaha-Council Bluffs.

## Geographie
Das County liegt im Westen von Iowa am Missouri River, der zugleich die Grenze zu Nebraska bildet. Es hat eine Fläche von 1.815 Quadratkilometern, wovon elf Quadratkilometer Wasserfläche sind. An das Harrison County grenzen folgende Countys:
| Burt County (Nebraska)       | Monona County        | Crawford County |
|                              |                      | Shelby County   |
| Washington County (Nebraska) | Pottawattamie County |                 |

## Geschichte

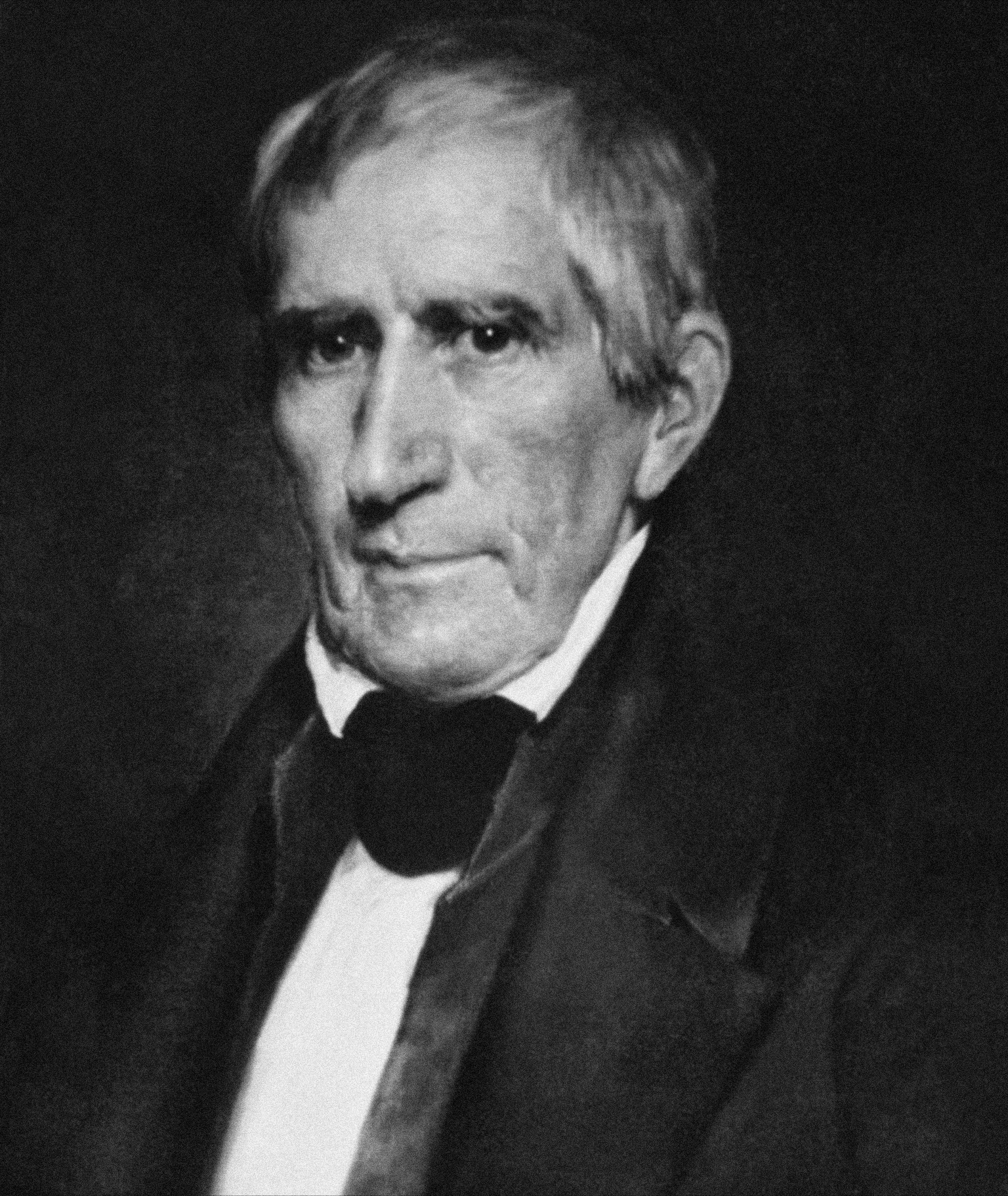
Harrison

Das Harrison County wurde 1851 aus ehemaligen Teilen des Pottawattamie County gebildet. Benannt wurde es nach William H. Harrison (1773–1841), dem neunten Präsidenten der USA (1841).
12 Bauwerke des Countys sind im National Register of Historic Places eingetragen.

## Demografische Daten
Nach der Volkszählung im Jahr 2010 lebten im Harrison County 14.928 Menschen in 6.385 Haushalten. Die Bevölkerungsdichte betrug 8,3 Einwohner pro Quadratkilometer.
Ethnisch betrachtet setzte sich die Bevölkerung zusammen aus 98,2 Prozent Weißen, 0,2 Prozent Afroamerikanern, 0,3 Prozent amerikanischen Ureinwohnern, 0,3 Prozent Asiaten sowie aus anderen ethnischen Gruppen; 0,8 Prozent stammten von zwei oder mehr Ethnien ab. Unabhängig von der ethnischen Zugehörigkeit waren 1,2 Prozent der Bevölkerung spanischer oder lateinamerikanischer Abstammung.
In den 6.385 Haushalten lebten statistisch je 2,35 Personen.
24,1 Prozent der Bevölkerung waren unter 18 Jahre alt, 58,1 Prozent waren zwischen 18 und 64 und 17,8 Prozent waren 65 Jahre oder älter. 50,8 Prozent der Bevölkerung war weiblich.

Das jährliche Durchschnittseinkommen eines Haushalts lag bei 50.368 USD. Das Prokopfeinkommen betrug 23.939 USD. 10,6 Prozent der Einwohner lebten unterhalb der Armutsgrenze

## Orte im Harrison County
Citys
| - Dunlap - Little Sioux - Logan - Magnolia | - Missouri Valley - Mo Valley - Modale - Mondamin | - Persia - Pisgah - Woodbine |

## Gliederung
Das Harrison County ist in 20 Townships eingeteilt:
| - Allen Township - Boyer Township - Calhoun Township - Cass Township - Cincinnati Township | - Clay Township - Douglas Township - Harrison Township - Jackson Township - Jefferson Township | - La Grange Township - Lincoln Township - Little Sioux Township - Magnolia Township - Morgan Township | - Raglan Township - St. John Township - Taylor Township - Union Township - Washington Township |